# Hong Kong Open
Hong Kong Open je profesionální tenisový turnaj mužů a žen hraný v čínském Hongkongu. Mužská událost vznikla roku 1973 na okruhu Grand Prix a od sezóny 1990 probíhala v rámci ATP Tour, než byla zrušena v roce 2002. Obnovena byla pod názvem Bank of China Hong Kong Tennis Open roku 2024 v kategorii ATP Tour 250. Titulárním partnerem se stala hongkongská dceřiná společnost bankovního domu Bank of China. 
Premiérový ročník ženské části se uskutečnil v roce 1980. Po odehrání tří ročníků došlo k prvnímu přerušení na období 1983–1992. Po čtvrtém ročníku 1993, jenž byl součástí kategorie Tier IV, následovala opět pauza až do sezóny 2014, kdy byl turnaj obnoven pod názvem  název Prudential Hong Kong Tennis Open. V roce 2023 se poprvé konal v kategorii WTA 250, jejíž součástí se na okruhu WTA Tour stal roku 2021. Navázal tak na předchozí kategorii International. 
Turnaj probíhá v hongkongské centrální oblasti, v areálu Victoria Parku na dvorcích s tvrdým povrchem GreenSet.

## Muži na okruzích Grand Prix a ATP Tour
Mužský turnaj byl založen v roce 1973 jako Hong Kong Open hraný pod oficiálním názvem Salem Open. V letech 1973–1987 byl součástí okruhu Grand Prix a v sezónách 1990–2002 pak ATP Tour, nejdříve v kategorii ATP World Series a v letech 2000–2002 v téže úrovni s upraveným názvem kategorie ATP International Series. 
Ve finále roku 1976 se střetli 42letý Ken Rosewall a 30letý Ilie Năstase. Starší tenisté se v závěrečném zápase dvouhry okruhu ATP Tour nepotkali několik dalších desítek let. Přiblížili se jim až 34letí finalisté Ricoh Open 2017 v Rosmalenu.
V roce 2001, v důsledku legislativního omezení sponzoringu tabákových výrobků, organizátoři kontroverzně upravili oficiální logo, tak aby obsahovalo i značku minerální vody Perrier, čímž podle protitabákových aktivistů využili skulinu v zákoně z pragmatických – sponzorských důvodů, pro pokračování financování od tabákového průmyslu. V sezóně 2003 hongkongský turnaj nahradila jiná asijská událost PTT Thailand Open.
Asociace tenisových profesionálů v červnu 2023 oznámila, že vlastník licence, světová sportovní agentura IMG, přesunula punéský Maharashtra Open do Hongkongu po vypršení poslední pětileté smlouvy s maháráštraskou svazovou vládou a místním tenisovým svazem. Na okruh ATP Tour se tak  Hong Kong Open vrátil po dvaceti dvou letech v ročníku 2024. V lednovém termínu začal plnit úlohu přípravné akce před úvodním grandslamem sezóny Australian Open. Titulárním partnerem se stala hongkongská dcera bankovního domu Bank of China.
Nejvyšší počet tří singlových titulů vyhrál Američan Michael Chang, 

## Ženy na okruhu WTA Tour
Hong Kong Open v kalendáři WTA Tour 2014 nahradil Malaysian Open, hraný v Kuala Lumpuru. Turnaj probíhá na otevřených dvorcích s tvrdým povrchem tenisového klubu ve parku Victoria, ležícím v Causeway Bay. Koná se v zářijovém termínu během asijské části sezóny, v týdnu po US Open.
Mezi lety 2014–2016 rozpočet činil 250 tisíc dolarů. V roce 2017 byla dotace navýšena na 500 tisíc dolarů. V sezóně 2018 dosáhla maximální výše  750 000 dolarů a pro rok 2019 došlo k návratu na 500 tisíc dolarů. Do soutěže dvouhry nastupuje třicet dva hráček, v kvalifikaci soutěží šestnáct singlistek a deblové soutěže se účastní šestnáct párů.
V letech 2019 a 2020 se turnaj nekonal kvůli demonstracím v Hong Kongu. Čínská část okruhu byla navíc v letech 2020 a 2021 zrušena kvůli pandemii covidu-19. Ženská tenisová asociace od prosince 2021 do dubna 2023 zároveň bojkotovala čínské turnaje v důsledku kauzy zmizení čínské tenistky Pcheng Šuaj. Po ročníku 2018 se tak odehrál až říjnový Hong Kong Tennis Open 2023. 

## Přehled vývoje názvu
| sezóny  | název                               |
| ------- | ----------------------------------- |
| do 2002 | Salem Open                          |
| od 2024 | Bank of China Hong Kong Tennis Open |

| sezóny    | název                            |
| --------- | -------------------------------- |
| 1980–1982 | Seiko Classic                    |
| 1993      | Digital Open                     |
| 2014–     | Prudential Hong Kong Tennis Open |

## Přehled finále

### Mužská dvouhra
| Rok  | vítěz               | finalista            | výsledek                |
| ---- | ------------------- | -------------------- | ----------------------- |
| 2025 | Alexandre Müller    | Kei Nišikori         | 2–6, 6–1, 6–3           |
| 2024 | Andrej Rubljov      | Emil Ruusuvuori      | 6–4, 6–4                |
| 2023 | turnaj se nekonal   | turnaj se nekonal    | turnaj se nekonal       |
| 2003 | turnaj se nekonal   | turnaj se nekonal    | turnaj se nekonal       |
| 2002 | Juan Carlos Ferrero | Carlos Moyà          | 6–3, 1–6, 7–6(7–4)      |
| 2001 | Marcelo Ríos        | Rainer Schüttler     | 7–6(7–3), 6–2           |
| 2000 | Nicolas Kiefer      | Mark Philippoussis   | 7–6(7–4), 2–6, 6–2      |
| 1999 | Andre Agassi        | Boris Becker         | 6–7(4–7), 6–4, 6–4      |
| 1998 | Kenneth Carlsen     | Byron Black          | 6–2, 6–0                |
| 1997 | Michael Chang       | Patrick Rafter       | 6–3, 6–3                |
| 1996 | Pete Sampras        | Michael Chang        | 6–4, 3–6, 6–4           |
| 1995 | Michael Chang       | Jonas Björkman       | 6–3, 6–1                |
| 1994 | Michael Chang       | Patrick Rafter       | 6–1, 6–3                |
| 1993 | Pete Sampras        | Jim Courier          | 6–3, 6–7(1–7), 7–6(7–2) |
| 1992 | Jim Courier         | Michael Chang        | 7–5, 6–3                |
| 1991 | Richard Krajicek    | Wally Masur          | 6–2, 3–6, 6–3           |
| 1990 | Pat Cash            | Alexander Antonitsch | 6–3, 6–4                |
| 1989 | turnaj se nekonal   | turnaj se nekonal    | turnaj se nekonal       |
| 1988 | turnaj se nekonal   | turnaj se nekonal    | turnaj se nekonal       |
| 1987 | Eliot Teltscher     | John Fitzgerald      | 6–7, 3–6, 6–1, 6–2, 7–5 |
| 1986 | Ramesh Krishnan     | Andrés Gómez         | 7–6, 6–0, 7–5           |
| 1985 | Andrés Gómez        | Aaron Krickstein     | 6–3, 6–3, 3–6, 6–4      |
| 1984 | Andrés Gómez        | Tomáš Šmíd           | 6–3, 6–2                |
| 1983 | Wally Masur         | Sammy Giammalva      | 6–1, 6–1                |
| 1982 | Pat Du Pré          | Morris Skip Strode   | 6–3, 6–3                |
| 1981 | Van Winitsky        | Mark Edmondson       | 6–4, 6–7, 6–4           |
| 1980 | Ivan Lendl          | Brian Teacher        | 5–7, 7–6, 6–3           |
| 1979 | Jimmy Connors       | Pat Du Pré           | 7–5, 6–3, 6–1           |
| 1978 | Eliot Teltscher     | Pat Du Pré           | 6–4, 6–3, 6–2           |
| 1977 | Ken Rosewall        | Tom Gorman           | 6–3, 5–7, 6–4, 6–4      |
| 1976 | Ken Rosewall        | Ilie Năstase         | 1–6, 6–4, 7–6, 6–0      |
| 1975 | Tom Gorman          | Sandy Mayer          | 6–3, 6–1, 6–1           |
| 1974 | turnaj se nekonal   | turnaj se nekonal    | turnaj se nekonal       |
| 1973 | Rod Laver           | Charlie Pasarell     | 6–3, 3–6, 6–2, 6–2      |

### Ženská dvouhra
| Rok  | vítězka                                                                 | finalistka                                                              | výsledek                                                                |
| ---- | ----------------------------------------------------------------------- | ----------------------------------------------------------------------- | ----------------------------------------------------------------------- |
| 2024 | Diana Šnajderová                                                        | Katie Boulterová                                                        | 6–1, 6–2                                                                |
| 2023 | Leylah Fernandezová                                                     | Kateřina Siniaková                                                      | 3–6, 6–4, 6–4                                                           |
| 2022 | nehráno pro demonstrace, pandemii covidu-19 a kauzu zmizení Pcheng Šuaj | nehráno pro demonstrace, pandemii covidu-19 a kauzu zmizení Pcheng Šuaj | nehráno pro demonstrace, pandemii covidu-19 a kauzu zmizení Pcheng Šuaj |
| 2019 | nehráno pro demonstrace, pandemii covidu-19 a kauzu zmizení Pcheng Šuaj | nehráno pro demonstrace, pandemii covidu-19 a kauzu zmizení Pcheng Šuaj | nehráno pro demonstrace, pandemii covidu-19 a kauzu zmizení Pcheng Šuaj |
| 2018 | Dajana Jastremská                                                       | Wang Čchiang                                                            | 6–2, 6–1                                                                |
| 2017 | Anastasija Pavljučenkovová                                              | Darja Gavrilovová                                                       | 5–7, 6–3, 7–6(7–3)                                                      |
| 2016 | Caroline Wozniacká                                                      | Kristina Mladenovicová                                                  | 6–1, 6–7(4–7), 6–2                                                      |
| 2015 | Jelena Jankovićová                                                      | Angelique Kerberová                                                     | 3–6, 7–6(7–4), 6–1                                                      |
| 2014 | Sabine Lisická                                                          | Karolína Plíšková                                                       | 7–5, 6–3                                                                |
| 2013 | turnaj se nekonal                                                       | turnaj se nekonal                                                       | turnaj se nekonal                                                       |
| 1994 | turnaj se nekonal                                                       | turnaj se nekonal                                                       | turnaj se nekonal                                                       |
| 1993 | Wang Ši-ťing                                                            | Marianne Witmeyerová                                                    | 6–4, 3–6, 7–5                                                           |
| 1992 | turnaj se nekonal                                                       | turnaj se nekonal                                                       | turnaj se nekonal                                                       |
| 1983 | turnaj se nekonal                                                       | turnaj se nekonal                                                       | turnaj se nekonal                                                       |
| 1982 | Catrin Jexellová                                                        | Alycia Moultonová                                                       | 6–3, 7–5                                                                |
| 1981 | Wendy Turnbullová                                                       | Sabina Simmondsová                                                      | 6–3, 6–4                                                                |
| 1980 | Wendy Turnbullová                                                       | Marcie Louieová                                                         | 6–0, 6–2                                                                |

### Mužská čtyřhra
| Rok  | vítězové                               | finalisté                        | výsledek          |
| ---- | -------------------------------------- | -------------------------------- | ----------------- |
| 2025 | Sander Arends Luke Johnson             | Andrej Rubljov Karen Chačanov    | 7–5, 6–4, [10–7]  |
| 2024 | Marcelo Arévalo Mate Pavić             | Sander Gillé Joran Vliegen       | 7–6(7–3), 6–4     |
| 2023 | turnaj se nekonal                      | turnaj se nekonal                | turnaj se nekonal |
| 2003 | turnaj se nekonal                      | turnaj se nekonal                | turnaj se nekonal |
| 2002 | Jan-Michael Gambill Graydon Oliver     | Wayne Arthurs Andrew Kratzmann   | 6–7, 6–4, 7–6     |
| 2001 | Karsten Braasch André Sá               | Petr Luxa Radek Štěpánek         | 6–0, 7–5          |
| 2000 | Wayne Black Kevin Ullyett              | Dominik Hrbatý David Prinosil    | 6–1, 6–2          |
| 1999 | James Greenhalgh Grant Silcock         | Andre Agassi David Wheaton       | bez boje          |
| 1998 | Byron Black Alex O'Brien               | Neville Godwin Tuomas Ketola     | 7–5, 6–1          |
| 1997 | Martin Damm Daniel Vacek               | Karsten Braasch Jeff Tarango     | 6–3, 6–4          |
| 1996 | Patrick Galbraith Andrej Olchovskij    | Kent Kinnear Dave Randall        | 6–3, 6–7, 7–6     |
| 1995 | Tommy Ho Mark Philippoussis            | Jakob Hlasek Patrick McEnroe     | 6–1, 6–7, 7–6     |
| 1994 | Jim Grabb Brett Steven                 | Jonas Björkman Patrick Rafter    | bez boje          |
| 1993 | David Wheaton Todd Woodbridge          | Sandon Stolle Jason Stoltenberg  | 6–1, 6–3          |
| 1992 | Brad Gilbert Jim Grabb                 | Byron Black Byron Talbot         | 6–2, 6–1          |
| 1991 | Patrick Galbraith Todd Witsken         | Glenn Michibata Robert Van't Hof | 6–2, 6–4          |
| 1990 | Pat Cash Wally Masur                   | Kevin Curren Joey Rive           | 6–3, 6–3          |
| 1989 | turnaj se nekonal                      | turnaj se nekonal                | turnaj se nekonal |
| 1988 | turnaj se nekonal                      | turnaj se nekonal                | turnaj se nekonal |
| 1987 | Mark Kratzmann Jim Pugh                | Marty Davis Brad Drewett         | 6–7, 6–4, 6–2     |
| 1986 | Mike De Palmer Gary Donnelly           | Pat Cash Mark Kratzmann          | 7–6, 6–7, 7–5     |
| 1985 | Brad Drewett Kim Warwick               | Jakob Hlasek Tomáš Šmíd          | 3–6, 6–4, 6–2     |
| 1984 | Ken Flach Robert Seguso                | Mark Edmondson Paul McNamee      | 6–7, 6–3, 7–5     |
| 1983 | Drew Gitlin Craig Miller               | Sammy Giammalva Steve Meister    | 6–2, 6–2          |
| 1982 | Charles Buzz Strode Morris Skip Strode | Kim Warwick Van Winitsky         | 6–4, 3–6, 6–2     |
| 1981 | Chris Dunk Chris Mayotte               | Marty Davis Brad Drewett         | 6–4, 7–6          |
| 1980 | Peter Fleming Ferdi Taygan             | Bruce Manson Brian Teacher       | 7–5, 6–2          |
| 1979 | Pat Du Pré Robert Lutz                 | Steve Denton Mark Turpin         | 6–3, 6–4          |
| 1978 | Mark Edmondson John Marks              | Hank Pfister Brad Rowe           | 5–7, 7–6, 6–1     |
| 1977 | Syd Ball Kim Warwick                   | Marty Riessen Roscoe Tanner      | 7–6, 6–3          |
| 1976 | Hank Pfister Butch Walts               | Anand Amritraj Ilie Năstase      | 6–4, 6–2          |
| 1975 | Tom Okker Ken Rosewall                 | Bob Carmichael Sandy Mayer       | 6–3, 6–4          |
| 1974 | turnaj se nekonal                      | turnaj se nekonal                | turnaj se nekonal |
| 1973 | Colin Dibley Rod Laver                 | Paul Gerken Brian Gottfried      | 6–3, 5–7, 17–15   |

### Ženská čtyřhra
| Rok  | vítězky                                                                 | finalistky                                                              | výsledek                                                                |
| ---- | ----------------------------------------------------------------------- | ----------------------------------------------------------------------- | ----------------------------------------------------------------------- |
| 2024 | Ulrikke Eikeriová Makoto Ninomijová                                     | Šúko Aojamová Eri Hozumiová                                             | 6–4, 4–6, [11–9]                                                        |
| 2023 | Tchang Čchien-chuej Cchao Ťia-i                                         | Oxana Kalašnikovová Aljaksandra Sasnovičová                             | 7–5, 1–6, [11–9]                                                        |
| 2022 | nehráno pro demonstrace, pandemii covidu-19 a kauzu zmizení Pcheng Šuaj | nehráno pro demonstrace, pandemii covidu-19 a kauzu zmizení Pcheng Šuaj | nehráno pro demonstrace, pandemii covidu-19 a kauzu zmizení Pcheng Šuaj |
| 2019 | nehráno pro demonstrace, pandemii covidu-19 a kauzu zmizení Pcheng Šuaj | nehráno pro demonstrace, pandemii covidu-19 a kauzu zmizení Pcheng Šuaj | nehráno pro demonstrace, pandemii covidu-19 a kauzu zmizení Pcheng Šuaj |
| 2018 | Samantha Stosurová Čang Šuaj                                            | Šúko Aojamová Lidzija Marozavová                                        | 6–4, 6–4                                                                |
| 2017 | Čan Chao-čching (2) Čan Jung-žan (2)                                    | Lu Ťia-ťing Wang Čchiang                                                | 6–1, 6–1                                                                |
| 2016 | Čan Chao-čching Čan Jung-žan                                            | Naomi Broadyová Heather Watsonová                                       | 6–3, 6–1                                                                |
| 2015 | Alizé Cornetová Jaroslava Švedovová                                     | Lara Arruabarrenová Andreja Klepačová                                   | 7–5, 6–4                                                                |
| 2014 | Karolína Plíšková Kristýna Plíšková                                     | Patricia Mayr-Achleitnerová Arina Rodionovová                           | 6–2, 2–6, [12–10]                                                       |
| 2013 | turnaj se nekonal                                                       | turnaj se nekonal                                                       | turnaj se nekonal                                                       |
| 1994 | turnaj se nekonal                                                       | turnaj se nekonal                                                       | turnaj se nekonal                                                       |
| 1993 | Karin Kschwendtová Rachel McQuillanová                                  | Debbie Grahamová Marianne Witmeyerová                                   | 1–6, 7–6(7–4), 6–2                                                      |
| 1992 | turnaj se nekonal                                                       | turnaj se nekonal                                                       | turnaj se nekonal                                                       |
| 1983 | turnaj se nekonal                                                       | turnaj se nekonal                                                       | turnaj se nekonal                                                       |
| 1982 | Alycia Moultonová Laura DuPontová                                       | Yvonne Vermaaková Jennifer Mundel-Reinboldová                           | 6–2, 4–6, 7–5                                                           |
| 1981 | Ann Kiyomurová Sharon Walshová                                          | Anne Hobbsová Susan Leová                                               | 6–3, 6–4                                                                |
| 1980 | Wendy Turnbullová Sharon Walshová                                       | Silvana Urrozová Penny Johnsonová                                       | 6–1, 6–2                                                                |